# Vesnická památková zóna
Vesnická památková zóna (VPZ) je v České republice stupněm plošné ochrany památkového území nižším než vesnická památková rezervace. Je typem památkové zóny. 
Vesnická památková zóna má menší koncentraci kulturních památek než vesnická památková rezervace, ale vykazuje významné kulturní hodnoty jako historické prostředí nebo část krajinného celku. V červenci 2025 se v Česku nacházelo 217 vesnických památkových zón.